# カーチス・ブリーカー・ヘリコプター

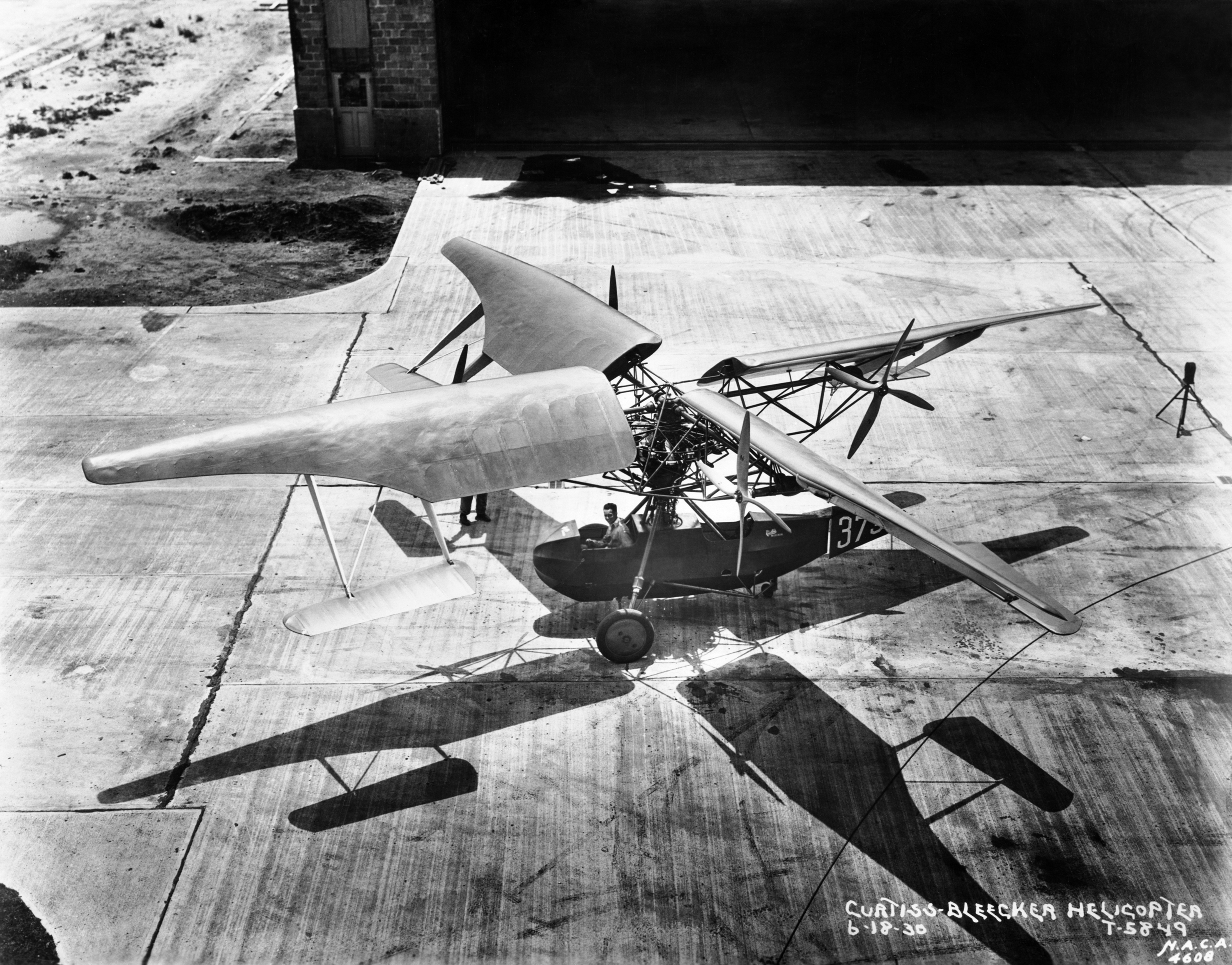
SX-5-1ヘリコプター

カーティス・ブリーカー・ヘリコプター（Curtiss Bleeker Helicopter ）は1920年代後半にアメリカ合衆国で開発されたヘリコプターである。4枚の幅広いローター翼にそれぞれ回転させるためのプロペラが取り付けられ、胴体に搭載されたエンジンからドライブシャフトでプロペラを駆動する構成であった。ちょうど4機の小さな飛行機をとりつけたメリーゴーラウンドのような航空機であった。正式名称はSX-5-1。

## 歴史
NACAのエンジニアのマスランド・B・ブリーカー(Maitland B. Bleeker)が設計し、カーティス・ライト社が$250,000の費用で4年ほどの歳月をかけて製作された。特徴はローター翼のそれぞれに推進用のプロペラを取り付け、1台のエンジンからドライブシャフトでプロペラを回転させローター翼を反動トルクなく回転させ揚力を得ようとしたものである。ローター翼にはスタボベーター（stabovator)と呼ばれるピッチ変更用の小翼が取り付けられていた。エンジンは420HPのプラット&ホイットニーの星型エンジンが採用された。
1929年のテスト飛行でドライブシャフトが破損し、試験は停止され、1933年に再度試験されたが振動の問題でプロジェクトは中止された。垂直上昇とホバリングと着陸には成功したとされる。
同様にローター翼にプロペラをつけて回転させるという構想のヘリコプターにはヘレセン・カーン(Hellesen-Kahn)のものやイザコー(Isacco)のものがあった。

## 要目
- 乗員: 2名
- 空虚重量: 1,270kg
- 全備重量: 1,542 kg
- エンジン: 1× Pratt and Whitney Wasp
- 出力 420 hp (310 kW)